# Treadmilling
Als Treadmilling bzw. Tretmühlenmechanismus wird ein Phänomen bei der Polymerisation von Aktinfilamenten im Cytoplasma eukaryotischer Zellen bezeichnet.
Wenn das Aktinpolymer den steady state erreicht hat, erfolgt ein Nettoaufbau von Aktin am Plusende des Aktinfilaments. Zur gleichen Zeit erfolgt ein Nettoabbau von Aktin am Minusende des Aktinfilaments. Die Länge des Aktinfilaments bleibt dabei konstant. Gleichzeitig existiert ein Nettodurchfluss von Aktinmonomeren. Dieses Phänomen wird als Treadmilling bezeichnet.